# Terezia Botková
Terezia Botková, též Terézia Botková (16. listopadu 1921 – 3. února 2003), byla slovenská a československá politička Komunistické strany Slovenska a poúnorová poslankyně Národního shromáždění ČSR.

## Biografie
Ve volbách roku 1954 byla zvolena za KSS do Národního shromáždění ve volebním obvodu Hlohovec. V parlamentu setrvala až do konce funkčního období, tedy do voleb roku 1960. K roku 1954 se profesně uvádí jako dělnice závodu Slovakofarma Hlohovec.